# Malaltia de Peyronie
La malaltia de La Peyronie o La Peironiá (també coneguda com a "induració plàstica del penis", o, més recentment, com a inflamació crònica de la túnica albugínia del penis, és un trastorn del teixit connectiu que implica creixença de plaques fibroses al teixit tou del penis. Afecta 10% dels homes. Concretament, es forma un teixit cicatricial a la túnica albugínia (la beina gruixuda de teixit que envolta els cossos cavernosos), que causa una curvatura anormal del penis, disfunció erèctil, ocasionalment dolor, pèrdua de circumferència amb estrenyiment del penis. S'han provat diversos tractaments, però cap no ha estat gaire eficaç.